# Robert Benson (1676–1731)

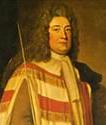
fue un político y diplomático inglés del.

Robert Benson, primer barón Bingley (c. 1676-1731) fue un político y diplomático inglés del siglo XVIII. Fue a la escuela en Londres antes de estudiar en el Christ's College de Cambridge. Fue miembro del Parlamento de Thetford en Norfolk entre 1702 y 1705, tras lo cual fue miembro del Parlamento británico por York. En 1711 el partido tory le nombró ministro de haciendo en sustitución del ascendido Robert Harley. En 1713 se le concedió el título de barón Bingley y fue nombrado embajador británico en España. Cuando murió el título de barón Bingley se extinguió aunque fue restituido por su yerno posteriormente.